# Ciarán Hinds
Ciarán Hinds (født 9. februar 1953) er en irsk film- og tv-skuespiller, kendt bl.a. som Julius Caesar i tv-serien Rome og for sin medvirken i flere store Hollywoodfilm i de senere år, bl.a. München og There Will Be Blood. For sin rolle som Julius Caesar vandt Hinds i 2005 en IFTA Award (Irish Film and Television Award) og vandt for sin rolle i The Eclipse prisen for bedste skuespiller ved Tribeca Film Festival.

## Udvalgt filmografi
- Excalibur (1981)
- Persuasion (1995) som Frederick Wentworth.
- Jane Eyre (1997)
- The Sum of All Fears (2002)
- Road to Perdition (2002)
- Lara Croft Tomb Raider: The Cradle of Life (2003)
- Calendar Girls (2003)
- The Phantom of the Opera (2004)
- München (2005)
- Miami Vice (2006)
- There Will Be Blood (2007)
- In Bruges (2008)
- Miss Pettigrew Lives for a Day (2008)
- The Eclipse (2009)
- Harry Potter og Dødsregalierne - del 2 (2011) som Aberforth Dumbledore.
- The Woman in Black (2012)

### Tv
- Rome (2005-2007)